# 鋸鱗四鰭旗魚
鋸鱗四鰭旗魚為輻鰭魚綱旗魚目旗魚科的其中一種，分布於大西洋海域，棲息深度可達200公尺，本魚上半部藍黑色，銀白色側邊上點綴著褐色，下半部銀白色；背鰭深藍色；胸鰭暗褐色，腹鰭藍黑色的具有一個黑色的鰭薄膜；第一臀鰭深藍色具有銀白色在基底；第二個臀鰭暗褐色，體長可達254公分，主要棲息在中上層水域，屬肉食性，以魚類及烏賊為食，可做為食用魚。

## 擴展閱讀
維基物種上的相關：鋸鱗四鰭旗魚